# Falcimala acosmopis
Falcimala acosmopis är en fjärilsart som beskrevs av Turner 1902. Falcimala acosmopis ingår i släktet Falcimala och familjen nattflyn. Inga underarter finns listade i Catalogue of Life.